# 12631 Mariekebaan
12631 Mariekebaan è un asteroide della fascia principale. Scoperto nel 1971, presenta un'orbita caratterizzata da un semiasse maggiore pari a 2,9901102 UA e da un'eccentricità di 0,2088842, inclinata di 10,95783° rispetto all'eclittica.